# Batalla de campeones (Juventud de las Américas en la Nueva Argentina)
 Batalla de campeones (Juventud de las Américas en la Nueva Argentina)  es una película documental de Argentina filmada en blanco y negro dirigida por Ladislao Katonka y Juan Klamar sobre su propio guion en 1951 que se estrenó el mismo año.

## Sinopsis
La película trata sobre los primeros Juegos Deportivos Panamericanos que se desarrollaron en 1951 en Buenos Aires
Los Juegos, regulados por la Organización Deportiva Panamericana (ODEPA) se inauguraron el 25 de febrero de 1951 en Buenos Aires y se desarrollaron durante dos semanas, con 2513 atletas de 21 países participantes. 
El Colegio Militar en Campo de Mayo, Partido de General Sarmiento (actual Partido de San Miguel) unos 20 km de Buenos Aires, se convirtió en la villa panamericana para los deportistas varones, mientras que las deportistas mujeres se alojaron en tres sedes distintas: en el Hogar de la Empleada y en dos hogares de tránsito ubicado en la ciudad. Por su parte, la delegación argentina se concentraba en Ezeiza, exceptuando al seleccionado de básquetbol que se instaló en el Centro de Educación Física en San Fernando, provincia de Buenos Aires.
El Estadio Presidente Perón (Racing Club) acogió la ceremonia inaugural y los partidos de fútbol, mientras que el Estadio Antonio Vespucio Liberti (Club Atlético River Plate) la ceremonia de clausura y las pruebas de atletismo; las piscinas del Club Universitario Buenos Aires fueron sedes de la natación, los saltos ornamentales y el waterpolo; el Estadio Luna Park albergó el boxeo y el básquetbol; el velódromo municipal acogió la competición de ciclismo y la pista nacional de Tigre la de remo. Durante dos semanas hubo competencias en recintos deportivos ubicadas en la capital argentina y el Gran Buenos Aires: Campo de Mayo, Avellaneda, Tigre, entre otros. 
Uno de los momentos más emblemáticos de estos juegos fue la maratón que se corrió por la Avenida General Paz y otras calles de la Ciudad de Buenos Aires. Delfo Cabrera (vencedor de la maratón olímpica de los Juegos Olímpicos Londres 1948) corría con el número 209 y toda la multitud se arrinconaba por los costados de las calles para verlo. El maratonista argentino tuvo gran parte del recorrido a su lado a otro gran maratonista argentino, Reinaldo Gorno, quien en los siguientes Juegos Olímpicos de Helsinki 1952 obtendría la medalla de plata en la misma disciplina. A tan solo 10 km de la llegada, Delfo superó ampliamente al otro corredor argentino y al arribar al Estadio Antonio Vespucio Liberti el público estalló en una enorme ovación, consagrándose de esta manera como el primer ganador de la primera maratón panamericana.